# Prosykuriany
Prosykuriany (ukr. Просикуряни) – wieś na Ukrainie, w obwodzie czerniowieckim, w rejonie czerniowieckim, w hromadzie Suczeweny. W 2001 liczyła 351 mieszkańców.